# A13 (motorväg, Luxemburg)

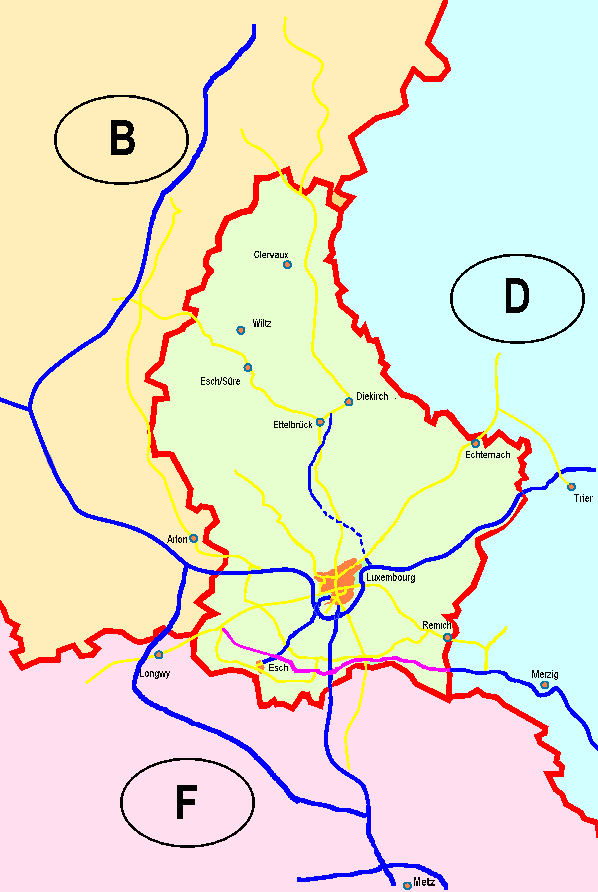
A13 Luxemburg.

A13 är en motorväg i Luxemburg som utgår från Pétange till Bettembourg och vidare till Tyskland.